# 宇野澤虎雄
宇野澤虎雄（うのさわ とらお、1939年3月21日 - ）は日本の実業家。宇野澤組鐵工所会長。東京都大田区南雪谷在住。

## 来歴
東京府出身。早稲田大学法学部卒業。1963年 興国人絹パルプに入社。1968年6月 宇野澤組鐵工所に入社。1974年12月 同社取締役兼渋谷工場次長。1975年9月 同社取締役兼渋谷工場長。1977年9月 同社取締役兼玉川工場長。1981年7月 同社代表取締役常務取締役。1986年7月 同社代表取締役社長。1988年7月 ウノサワエンジニアリング代表取締役社長。2016年6月 宇野澤組鐵工所代表取締役会長。その他、渋谷法人税会会長なども務めた。